# Parorgerioides numanni
Parorgerioides numanni är en insektsart som först beskrevs av Blöte 1957.  Parorgerioides numanni ingår i släktet Parorgerioides och familjen Dictyopharidae.
Artens utbredningsområde är Spanien. Inga underarter finns listade i Catalogue of Life.